# Leo Edward O’Neil
Leo Edward O’Neil (* 31. Januar 1928 in Holyoke, Massachusetts, Vereinigte Staaten; † 30. November 1997) war ein US-amerikanischer Geistlicher und römisch-katholischer Bischof von Manchester.

## Leben
Leo Edward O’Neil empfing am 4. Juni 1955 die Priesterweihe für das Bistum Springfield.
Papst Johannes Paul II. ernannte ihn am 30. Juni 1980 zum Titularbischof von Bencenna und zum Weihbischof im Bistum Springfield. Der Bischof von Springfield Joseph Francis Maguire spendete ihm am 22. August des nächsten Jahres die Bischofsweihe. Mitkonsekratoren waren der Pälat von Coroico, Tomás Roberto Manning OFM, und Timothy Joseph Harrington, Weihbischof in Worcester.
Am 17. Oktober 1989 wurde er zum Koadjutorbischof von Manchester ernannt. Mit dem Rücktritt Odore Joseph Gendrons am 12. Juni des folgenden Jahres folgte er diesem als Bischof von Manchester nach.